# 尼生酸
尼生酸（英語：Nisinic acid，化学名：全顺式-6,9,12,15,18,21-二十四碳六烯酸，all-cis-6,9,12,15,18,21-tetracosahexaenoic acid，代号：24:6 (n-3) ）是一种有机化合物，分子式C24H36O2，属于Ω-3不饱和脂肪酸，结构上与二十二碳六烯酸（DHA）类似。